# Мотиль (Лодзинське воєводство)
Мотиль (пол. Motyl) — село в Польщі, у гміні Мокрсько Велюнського повіту Лодзинського воєводства.
Населення — 63 особи (2011).
У 1975-1998 роках село належало до Серадзького воєводства.

## Демографія
Демографічна структура станом на 31 березня 2011 року:
|          | Загалом | Допрацездатний вік | Працездатний вік | Постпрацездатний вік |
| -------- | ------- | ------------------ | ---------------- | -------------------- |
| Чоловіки | 34      | 4                  | 25               | 5                    |
| Жінки    | 29      | 6                  | 14               | 9                    |
| Разом    | 63      | 10                 | 39               | 14                   |